# 阿德萊德的阿德萊德王妃

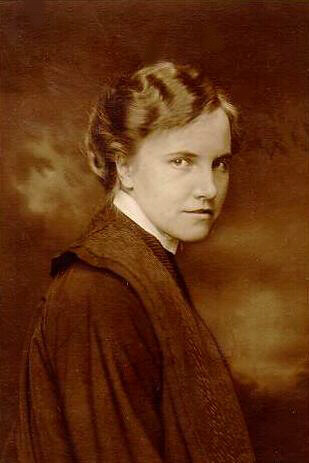

薩克森-邁寧根的阿德萊德（德語：Adelheid von Sachsen-Meiningen，1891年8月16日—1971年4月25日），德國貴族，父親是薩克森-邁寧根的腓特烈，母親是利珀親王利奧波德四世的姐姐阿德萊德。

## 家庭
1914年，阿德海德與德皇威廉二世的第三子阿達爾貝特結婚，兩人共有1子1女：
1. 維多利亞（1917年—1981年）
2. 威廉·維克多（英语：Prince Wilhelm Victor of Prussia）（1919年—1989年）